# Chalmers Segelflygklubb
Chalmers Segelflygklubb var Sveriges första segelflygklubb.
Chalmers Segelflygklubb bildades formellt 3 november 1933, orsaken till bildandet av klubben var att Chalmers Tekniska Institut saknade en linje för flygteknisk utbildning. Flyghamnsdirektör Gösta Andrée föreslog att detta kunde vara ett alternativ för att tillgodogöra teknologernas intresse för flyg. Man startade verksamheten redan under våren 1933 med ekonomiskt stöd från Kungliga Svenska Aeroklubben i Göteborg. 

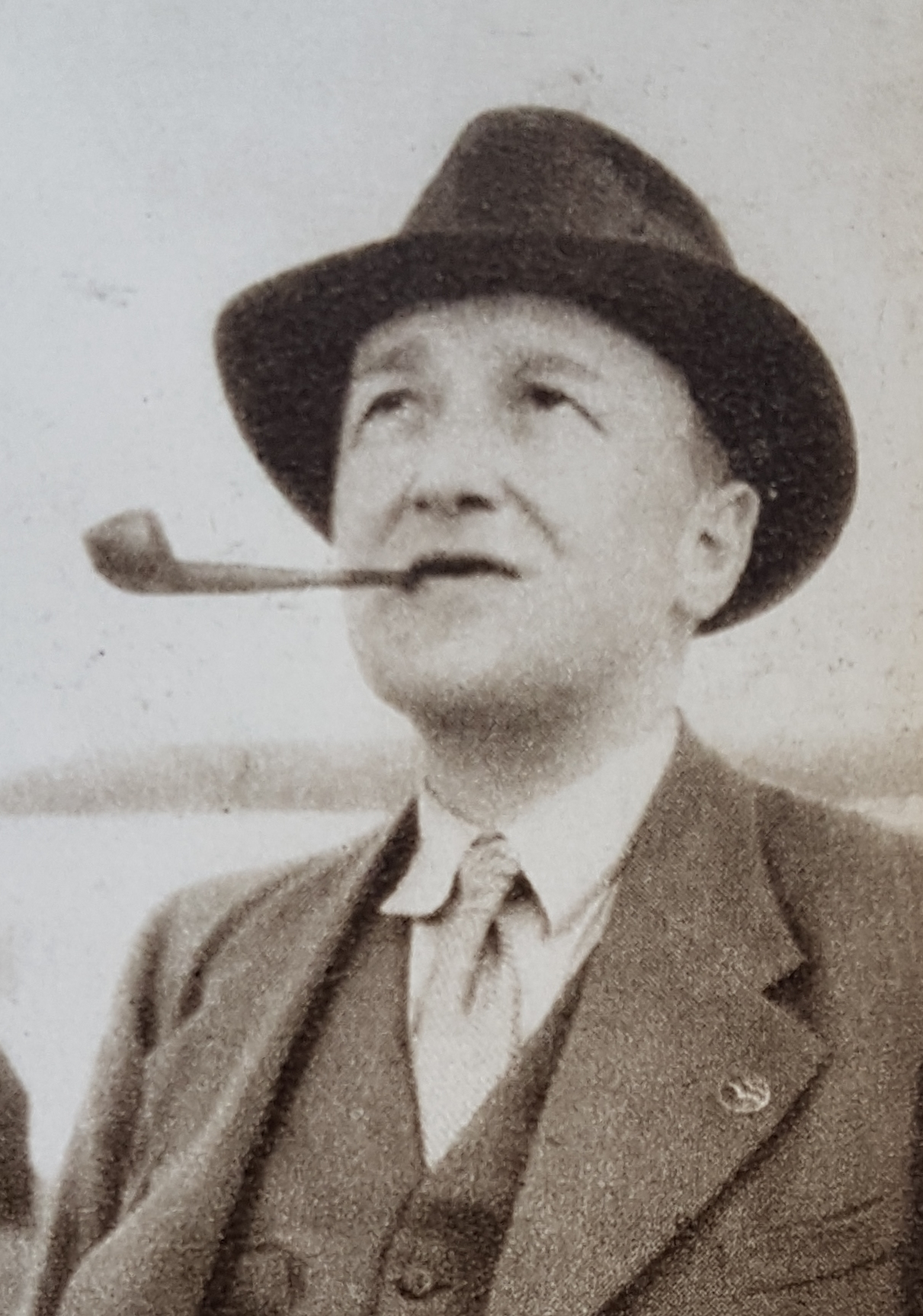
Rolf Bergvik

Som ansvarig byggledare anställdes Rolf Bergvik och som primus motor för klubbverksamheten var Knut Nilsson Eweryd. Under våren 1933 inledde teknologerna byggandet av segelflygplanen Pippi I och Pippi II, som var av typen Grüne Post ute vid den blå hangaren på Torslanda flygfält. Färdigställandet av flygplanen utfördes fullt vetenskapligt med prov på allt material och kontroll- o hållfasthetsberäkningar på alla delar av flygplanet.  
1934 fick klubben en inbjudan att under påsken närvara vid Norska Aeroklubbens fjällflygträff i Ustaoset vid Geilo, Chalmers institut beviljade 300 kr i reseersättning om klubben svarade för övriga kostnader. 
Efter två namnbyten och öppnandet för "vanliga" personer att bli medlemmar heter klubben idag Göteborgs Segelflygklubb.